# Phyllophilopsis tenuifrons
Phyllophilopsis tenuifrons är en tvåvingeart som beskrevs av Charles Howard Curran 1934. Phyllophilopsis tenuifrons ingår i släktet Phyllophilopsis och familjen parasitflugor.
Artens utbredningsområde är Guyana. Inga underarter finns listade i Catalogue of Life.